# Тартрати

Структурна формула тартрат-аніона

Тартра́ти — група хімічних сполук, солі та етери винної кислоти із загальною формулою{\displaystyle {\ce {O^{-}OC-CH(OH)-CH(OH)-COO^-}}}. Використовують у харчовій промисловості як антиоксидант при виробництві напоїв, у хлібопеченні; для контролю чистоти кольорових металів.

## Біологічна роль
Разом із вітаміном С, яблучною, лимонною, молочною кислотами, і, ймовірно, гемним залізом, які принаймні відновлюють {\displaystyle {\ce {Fe^{3+}}}} до {\displaystyle {\ce {Fe^{2+}}}}, або ж, у разі двовалентного заліза у складі гему, діють також за поки що нез'ясованим механізмом — винна кислота покращує всмоктування заліза, що відбувається, переважно, в тонкому кишечнику.

## Приклади
- Тартрат натрію (харчова добавка E335)
- Тартрат калію (харчова добавка E336)
- Калію-натрію тартрат (сегнетова сіль) (харчова добавка E337)
- Тартрат кальцію (харчова добавка E354)
- Стеарилтартрат (харчова добавка E483)
- Тартрат магнію
- Тартрат міді(II)
- Тартрат неодиму(ІІІ)
- Тартрат олова(II)
- Тартрат нікелю(II)
- Тартрат кобальту(II)